# Emoia mokosariniveikau
Emoia mokosariniveikau este o specie de șopârle din genul Emoia, familia Scincidae, descrisă de George R. Zug și Ineich 1995. Conform Catalogue of Life specia Emoia mokosariniveikau nu are subspecii cunoscute.